# Bradysia leucopeza
Bradysia leucopeza är en tvåvingeart som beskrevs av Werner Mohrig och Boris Mamaev 1989. Bradysia leucopeza ingår i släktet Bradysia och familjen sorgmyggor.
Artens utbredningsområde är Ukraina. Inga underarter finns listade i Catalogue of Life.